# Саввушкин, Михаил Сергеевич
Михаил Сергеевич Саввушкин (9 [21] ноября 1897, Русская Козловка, Пензенская губерния — 20 июня 1955, Москва) — советский военачальник. Командующий 1-й Краснознамённой армией (17 октября 1942 — 27 июня 1945) и 15-й армией (8 ноября 1941 — 17 октября 1942), генерал-лейтенант (29 октября 1943).

## Биография
Михаил Сергеевич Саввушкин родился 9 (21) ноября 1897 в селе Русская Козловка (ныне — в Атюрьевском районе Республики Мордовия).
В 1917 году вступил в ряды Красной Гвардии, после чего принимал участие в ходе Октябрьской революции. В 1918 году вступил в ряды РККА, после чего принимал участие в боевых действиях на Западном и Северном фронтах.
В 1924 году Саввушкин закончил 2-ю Петроградскую школу физобразования, в 1926 году — курсы средних командиров при Интернациональной объединённой школе, после чего служил на должностях командира роты, батальона и помощника командира полка.
После окончания Военной академии имени М. В. Фрунзе в 1936 году был назначен на должность начальника штаба дивизии; с марта 1939 года — командир 31-го стрелкового корпуса, дислоцированного на Дальнем Востоке).
Постановлением СНК СССР от 4.06.1940 № 945 присвоено воинское звание генерал-майор.
Начало Великой Отечественной войны встретил на Дальнем Востоке в должности командира 26-го стрелкового корпуса. В ноябре 1941 года был назначен на должность командующего 15-й армией, а в октябре 1942 года — на должность командующего 1-й Краснознамённой армией.
29 октября 1943 года  присвоено воинское звание генерал-лейтенант. В военных действиях участия не принимал.
В июне 1945 года был назначен на должность заместителя командующего 1-й Краснознамённой армией, однако в мае 1946 года был направлен в санаторий на лечение и в 1947 году вышел в отставку.
Михаил Сергеевич Саввушкин умер 20 июня 1955 года в Москве. Похоронен на Введенском кладбище, участок № 21.

## Награды
- Орден Ленина (21.02.1945);
- Два ордена Красного Знамени (1922, 3.11.1944);
- Медали.

## Воинские звания
- генерал-майор (4.06.1940)
- генерал-лейтенант (29.10.1943)